# Anna Avdějevová
Anna Michajlovna Avdějevová (rusky: Анна Михайловна Авдеева; * 6. dubna 1985, Orenburg) je ruská atletka, jejíž specializací je vrh koulí.

## Kariéra
V roce 2003 se stala ve finském Tampere juniorskou mistryní Evropy. O rok později získala stříbrnou medaili na mistrovství světa juniorů v italském Grossetu. Na mistrovství Evropy do 23 let v Debrecínu 2007 vybojovala bronz. V roce 2009 skončila šestá na halovém ME v Turíně a na světovém šampionátu v Berlíně obsadila páté místo.
Na halovém MS 2010 v katarském Dauhá skončila těsně pod stupni vítězů, na čtvrtém místě. Ve stejném roce vybojovala na mistrovství Evropy v Barceloně výkonem 19,39 metru bronzovou medaili. Titul získala Nadzeja Astapčuková z Běloruska, která jako jediná přehodila dvacetimetrovou hranici a stříbro její krajanka Natalja Michněvičová. V roce 2011 se stala v Paříži halovou mistryní Evropy, k titulu ji stačil výkon 18,70 m. Na konci července roku 2013 měla pozitivní dopingový nález a od vedení ruské atletiky dostala dvouletý zákaz startů.